# Eric Sandberg
Eric Gustaf Sandberg (* 20. Dezember 1884 in Göteborg; † 3. Dezember 1966 ebenda) war ein schwedischer Segler.

## Erfolge
Eric Sandberg, der Mitglied im Göteborgs Kungliga Segelsällskap war, nahm an zwei Olympischen Spielen teil. 1908 war er in London Crewmitglied der Vinga in der 8-Meter-Klasse, die mit vier weiteren Booten um die Medaillen segelte. Da sich das Gesamtresultat am besten Ergebnis der einzelnen Wettfahrten orientierte, war die Vinga nach einem fünften und einem vierten Platz in den ersten beiden Wettfahrten nicht in den Medaillenrängen. In der dritten und letzten Wettfahrt gelang ihr jedoch ein Sieg, sodass sie hinter dem zweimal siegreichen britischen Boot Cobweb von Skipper Blair Cochrane den zweiten Platz belegte. Sandberg sowie die übrigen Crewmitglieder Edmund Thormählen, Erik Wallerius und Harald Wallin gewannen somit ebenso wie Skipper Carl Hellström die Silbermedaille.
Bei den Olympischen Spielen 1912 in Stockholm sicherte sich Sandberg in der 6-Meter-Klasse die Bronzemedaille. Dabei war er diesmal Skipper der Kerstin, die in beiden Wettfahrten der Regatta ebenso wie das andere schwedische Boot, die Sass, einmal den dritten Platz erreichte. Während es zwischen der Mac Miche aus Frankreich und der Nurdug II aus Dänemark zum Stechen um den Olympiasieg kam, entschied eine weitere Wettfahrt zwischen der Kerstin und der Sass um den Gewinn der Bronzemedaille. Die Kerstin setzte sich durch, sodass Sandberg und seine Crew, die aus Harald Sandberg und Otto Aust bestand, den dritten Platz belegte.